# 雨霖铃
雨霖铃词牌名。原唐教坊曲名，又名《雨霖铃慢》。据王灼《碧雞漫志》卷五引《明皇杂录》及《太真外传》云：「帝幸蜀，初入斜谷，霖雨彌旬，棧道中聞鈴聲。帝方悼念貴妃，采其聲為《雨淋鈴曲》以寄恨。時梨園弟子惟張野狐一人，善篳篥，因吹之，遂傳於世。」
双调一百零三字，前后阕各五[仄]韵，本调常用入声韵，且多用拗句。上阕九句五十一字；下阕八句五十二字。

## 词牌格式
平平平仄，仄平平仄、仄仄平仄。平平仄仄平仄，平平仄仄、平平平仄。仄仄平平、仄仄仄平仄平仄。仄仄仄、平仄平平，仄仄平平仄平仄。
平平仄仄平平仄。仄平平、仄仄平平仄。平平仄仄平仄，平仄仄，仄平平仄。仄仄平平，仄仄平平仄仄平仄。仄仄仄、仄仄平平，仄仄平平仄。

## 例词
柳永
寒蝉凄切。对长亭晚，骤雨初歇。都门帐饮无绪，方留恋处、兰舟催发。执手相看泪眼，竟无语凝噎。念去去、千里烟波，暮霭沉沉楚天阔。
多情自古伤离别。更那堪、冷落清秋节。今宵酒醒何处，杨柳岸、晓风残月。此去经年，应是良辰、好景虚设。便纵有、千种风情，更与何人说。

## 外部連結
- YouTube上的雨霖鈴
- 雨霖鈴（寒蟬淒切）-宋 柳永